# Liste der Autorenbeteiligungen und Produktionen von Dr. Luke
Die Liste der Produktionen von Dr. Luke umfasst die musikalischen Werke des US-amerikanischen Musikproduzenten Lukasz Gottwald.
Zu einer Chartübersicht siehe Dr. Luke/Diskografie.

## #
| Künstler          | Jahr | Titel           | Album           | Details                 |
| ----------------- | ---- | --------------- | --------------- | ----------------------- |
| 3OH!3 feat. Ke$ha | 2010 | My First Kiss   | Streets of Gold | Co-Komponist, Produzent |
| 3OH!3             | 2010 | Streets of Gold | Streets of Gold | Co-Komponist, Produzent |

## A
| Künstler                    | Jahr | Titel                  | Album                   | Details                    |
| --------------------------- | ---- | ---------------------- | ----------------------- | -------------------------- |
| A. Skillz feat. Krafty Kuts | 2001 | Come Alive             | Tricka Technology       | Produzent                  |
| Adam Lambert                | 2009 | For Your Entertainment | For Your Entertainment  | Co-Komponist, Produzent    |
| A Day to Remember           | 2008 | Since U Been Gone      | Old Record              | Co-Komponist, Co-Produzent |
| Arrested Development        | 2004 | Esmeralda              | Among the Trees         | Produzent                  |
| Ashley Parker Angel         | 2006 | I’m Better             | Soundtrack to Your Life | Co-Komponist, Co-Produzent |
| Ashley Parker Angel         | 2006 | Let U Go               | Soundtrack to Your Life | Co-Komponist, Co-Produzent |
| Avril Lavigne               | 2007 | Alone                  | The Best Damn Thing     | Co-Komponist, Produzent    |
| Avril Lavigne               | 2007 | Girlfriend             | The Best Damn Thing     | Co-Komponist, Produzent    |
| Avril Lavigne               | 2007 | Hot                    | The Best Damn Thing     | Produzent                  |
| Avril Lavigne               | 2007 | I Can Do Better        | The Best Damn Thing     | Co-Komponist, Produzent    |
| Avril Lavigne               | 2007 | I Don’t Have to Try    | The Best Damn Thing     | Co-Komponist, Produzent    |
| Avril Lavigne               | 2007 | I Will Be              | The Best Damn Thing     | Co-Komponist, Produzent    |
| Avril Lavigne               | 2007 | Keep Holding On        | The Best Damn Thing     | Co-Komponist, Produzent    |
| Avril Lavigne               | 2007 | Runaway                | The Best Damn Thing     | Co-Komponist, Produzent    |

## B
| Künstler                 | Jahr | Titel                        | Album                                       | Details                    |
| ------------------------ | ---- | ---------------------------- | ------------------------------------------- | -------------------------- |
| Backstreet Boys          | 2005 | Climbing the Walls           | Never Gone                                  | Co-Komponist, Co-Produzent |
| Backstreet Boys          | 2005 | Just Want You to Know        | Never Gone                                  | Co-Komponist, Co-Produzent |
| Black Star               | 1999 | Respiration (Dr. Luke Remix) |                                             | Produzent                  |
| B.o.B feat. Rivers Cuomo | 2010 | Magic                        | B.o.B Presents: The Adventures of Bobby Ray | Produzent                  |
| B.o.B feat. Taylor Swift | 2012 | Both of Us                   | Strange Clouds                              | Produzent, Co-Komponist    |
| Bo Bice                  | 2005 | Lie… It’s All Allright       | The Real Thing                              | Co-Komponist, Co-Produzent |
| Bo Bice                  | 2005 | U Make Me Better             | The Real Thing                              | Co-Komponist, Co-Produzent |
| B. Rich                  | 2001 | Nightmares                   | 80 Dimes                                    | Produzent                  |
| Britney Spears           | 2008 | Circus                       | Circus                                      | Co-Komponist, Co-Produzent |
| Britney Spears           | 2011 | Gasoline                     | Femme Fatale                                | Co-Produzent               |
| Britney Spears           | 2011 | Hold It Against Me           | Femme Fatale                                | Co-Produzent               |
| Britney Spears           | 2011 | Inside Out                   | Femme Fatale                                | Co-Produzent               |
| Britney Spears           | 2008 | Lace and Leather             | Circus                                      | Co-Komponist, Produzent    |
| Britney Spears           | 2011 | Seal It with a Kiss          | Femme Fatale                                | Co-Produzent               |
| Britney Spears           | 2008 | Shattered Glass              | Circus                                      | Co-Komponist, Co-Produzent |
| Britney Spears           | 2011 | Till the World Ends          | Femme Fatale                                | Co-Produzent               |

## C
| Künstler | Jahr | Titel                     | Album        | Details                    |
| -------- | ---- | ------------------------- | ------------ | -------------------------- |
| Ciara    | 2009 | Tell Me What Your Name Is | Fantasy Ride | Co-Komponist, Co-Produzent |

## D
| Künstler | Jahr | Titel              | Album    | Details      |
| -------- | ---- | ------------------ | -------- | ------------ |
| Daughtry | 2006 | Feels Like Tonight | Daughtry | Co-Komponist |

## E
| Künstler   | Jahr | Titel     | Album       | Details   |
| ---------- | ---- | --------- | ----------- | --------- |
| Ebony Eyez | 2005 | Real Life | 7-Day Cycle | Produzent |

## F
| Künstler             | Jahr | Titel        | Album                 | Details                    |
| -------------------- | ---- | ------------ | --------------------- | -------------------------- |
| Flo Rida feat. Ke$ha | 2009 | Right Round  | R.O.O.T.S.            | Co-Komponist, Produzent    |
| Flo Rida             | 2009 | Touch Me     | R.O.O.T.S.            | Co-Komponist, Co-Produzent |
| Flo Rida feat. Akon  | 2010 | Who Dat Girl | Only One Flo (Part 1) | Co-Komponist, Co-Produzent |

## G
| Künstler  | Jahr | Titel                          | Album                                   | Details                    |
| --------- | ---- | ------------------------------ | --------------------------------------- | -------------------------- |
| Glee Cast | 2009 | Keep Holding On                | Glee: The Music - Season One - Volume 1 | Co-Komponist, Co-Produzent |
| Glee Cast | 2010 | My Life Would Suck Without You | Glee: The Music - Season One - Volume 2 | Co-Komponist, Co-Produzent |
| Glee Cast | 2010 | Teenage Dream                  | Glee: The Music - Season Two - Volume 4 | Co-Komponist, Co-Produzent |
| Glee Cast | 2011 | Tik Tok                        |                                         | Co-Komponist, Co-Produzent |

## J
| Künstler              | Jahr | Titel              | Album                 | Details                 |
| --------------------- | ---- | ------------------ | --------------------- | ----------------------- |
| Jeannie Ortega        | 2006 | Can U?             | No Place Like BKLYN   | Co-Komponist, Produzent |
| Jessie J              | 2011 | Abracadabra        | Who You Are           | Co-Komponist, Produzent |
| Jessie J feat. B.o.B. | 2011 | Price Tag          | Who You Are           | Co-Komponist, Produzent |
| Jibbs                 | 2006 | Firr Az That Thang | Jibbs Featuring Jibbs | Komponist, Produzent    |
| Jordin Sparks         | 2009 | Watch You Go       | Battlefield           | Co-Komponist            |

## K
| Künstler                                      | Jahr | Titel                          | Album                       | Details                    |
| --------------------------------------------- | ---- | ------------------------------ | --------------------------- | -------------------------- |
| Katy Perry feat. Snoop Dogg                   | 2010 | California Gurls               | Teenage Dream               | Co-Komponist, Co-Produzent |
| Katy Perry feat. Kanye West                   | 2010 | E.T.                           | Teenage Dream               | Co-Komponist, Co-Produzent |
| Katy Perry                                    | 2008 | Hot n Cold                     | One of the Boys             | Co-Komponist, Produzent    |
| Katy Perry                                    | 2008 | I Kissed a Girl                | One of the Boys             | Co-Komponist, Produzent    |
| Katy Perry                                    | 2010 | Last Friday Night (T.G.I.F.)   | Teenage Dream               | Co-Komponist, Co-Produzent |
| Katy Perry                                    | 2010 | Teenage Dream                  | Teenage Dream               | Co-Komponist, Co-Produzent |
| Katy Perry                                    | 2010 | The One That Go Away           | Teenage Dream               | Co-Komponist, Co-Produzent |
| Kelis                                         | 2006 | I Don’t Think So               | Kelis Was Here              | Co-Komponist, Co-Produzent |
| Kelly Clarkson                                | 2004 | Behind These Hazel Eyes        | Breakaway                   | Co-Komponist, Co-Produzent |
| Kelly Clarkson                                | 2009 | My Life Would Suck Without You | All I Ever Wanted           | Co-Komponist, Produzent    |
| Kelly Clarkson                                | 2004 | Since U Been Gone              | Breakaway                   | Co-Komponist, Co-Produzent |
| Kelly Osbourne                                | 2002 | Too Much of You                | Shut Up                     | Co-Komponist               |
| Ke$ha                                         | 2010 | Animal                         | Animal                      | Co-Komponist, Produzent    |
| Ke$ha                                         | 2010 | Animal (Billboard Remix)       | Cannibal                    | Co-Komponist, Co-Produzent |
| Ke$ha                                         | 2010 | Blind                          | Animal                      | Co-Komponist, Produzent    |
| Ke$ha                                         | 2010 | Blow                           | Cannibal                    | Co-Komponist, Co-Produzent |
| Ke$ha                                         | 2010 | Crazy Beautiful Life           | Cannibal                    | Co-Komponist, Co-Produzent |
| Ke$ha                                         | 2010 | Dancing with Tears in My Eyes  | Animal                      | Co-Komponist, Produzent    |
| Ke$ha                                         | 2010 | Grow a Pear                    | Cannibal                    | Co-Komponist, Co-Produzent |
| Ke$ha                                         | 2010 | Hangover                       | Animal                      | Co-Komponist, Produzent    |
| Ke$ha                                         | 2010 | Kiss N Tell                    | Animal                      | Co-Komponist, Produzent    |
| Ke$ha                                         | 2010 | Sleazy                         | Cannibal                    | Co-Komponist, Co-Produzent |
| Ke$ha                                         | 2010 | Take It Off                    | Animal                      | Co-Komponist, Produzent    |
| Ke$ha                                         | 2010 | Tik Tok                        | Animal                      | Co-Komponist, Produzent    |
| Ke$ha                                         | 2010 | We R Who We R                  | Cannibal                    | Co-Komponist, Co-Produzent |
| Ke$ha                                         | 2010 | Your Love Is My Drug           | Animal                      | Co-Komponist, Produzent    |
| Kim Petras feat. Nicki Minaj                  | 2023 | Alone                          | Feed the Beast              | Co-Komponist, Produzent    |
| KRS-One feat. Zack de La Rocha & Last Emperor | 2000 | C.I.A. (Criminals in Action)   | Lyricist Lounge, Volume One | Remixer                    |

## L
| Künstler            | Jahr | Titel                             | Album                           | Details                    |
| ------------------- | ---- | --------------------------------- | ------------------------------- | -------------------------- |
| Lady Sovereign      | 2006 | Love Me or Hate Me (Fuck You!!!!) | Public Warning                  | Co-Komponist, Produzent    |
| Lady Sovereign      | 2009 | Pennies                           | Jigsaw                          | Co-Produzent               |
| Lady Sovereign      | 2009 | So Human                          | Jigsaw                          | Co-Produzent               |
| Lady Sovereign      | 2006 | Those Were the Days               | Public Warning                  | Co-Komponist, Produzent    |
| Leona Lewis         | 2007 | I Will Be                         | Spirit                          | Co-Komponist, Produzent    |
| Lesley Roy          | 2008 | Slow Goodbye                      | Unbeautiful                     | Co-Komponist, Produzent    |
| Light Over Paris    | 2011 | I’m Not a Gangsta                 |                                 | Co-Komponist, Produzent    |
| Lil Jon feat. 3OH!3 | 2010 | Hey                               | Crunk Rock                      | Co-Komponist, Co-Produzent |
| Lil Mama            | 2008 | Broken Pieces                     | VYP (Voice of the Young People) | Produzent                  |
| Lil Mama            | 2008 | G-Slide (Tour Bus)                | VYP (Voice of the Young People) | Co-Komponist, Produzent    |

## M
| Künstler         | Jahr | Titel                                     | Album                              | Details                    |
| ---------------- | ---- | ----------------------------------------- | ---------------------------------- | -------------------------- |
| Marion Raven     | 2005 | Break You                                 | Here I Am                          | Co-Komponist, Co-Produzent |
| Megan McCauley   | 2007 | Tap That                                  | Better Than Blood                  | Co-Komponist, Co-Produzent |
| Miley Cyrus      | 2009 | Party in the U.S.A.                       | The Time of Our Lives              | Co-Komponist, Produzent    |
| Miley Cyrus      | 2009 | The Time of Our Lives                     | The Time of Our Lives              | Co-Komponist, Produzent    |
| Miranda Cosgrove | 2007 | About You Now                             | iCarly                             | Co-Komponist, Produzent    |
| Miranda Cosgrove | 2010 | Kissin’ U                                 | Sparks Fly                         | Co-Komponist, Produzent    |
| Mos Def          | 2002 | All My People (The Body Rock Party Break) | We Are Hip-Hop, Me, You, Everybody | Produzent, Remixer         |

## N
| Künstler                  | Jahr | Titel          | Album          | Details                    |
| ------------------------- | ---- | -------------- | -------------- | -------------------------- |
| Nappy Roots               | 2003 | These Walls    | Wooden Leather | Produzent                  |
| Nelly feat. T-Pain & Akon | 2010 | Move That Body | 5.0            | Co-Komponist, Co-Produzent |

## P
| Künstler                       | Jahr | Titel                 | Album        | Details                    |
| ------------------------------ | ---- | --------------------- | ------------ | -------------------------- |
| Paris Hilton                   | 2006 | Nothing in This World | Paris        | Co-Komponist, Produzent    |
| P!nk                           | 2006 | Cuz I Can             | I’m Not Dead | Co-Komponist, Co-Produzent |
| P!nk                           | 2006 | U + Ur Hand           | I’m Not Dead | Co-Komponist, Co-Produzent |
| P!nk                           | 2006 | Who Know              | I’m Not Dead | Co-Komponist, Co-Produzent |
| Pitbull feat. Enrique Iglesias | 2011 | Come N Go             | Planet Pit   | Komponist, Produzent       |
| Pitbull                        | 2009 | Girls                 | Rebelution   | Co-Produzent               |

## S
| Künstler              | Jahr | Titel              | Album                       | Details                    |
| --------------------- | ---- | ------------------ | --------------------------- | -------------------------- |
| Santana               | 2007 | This Boy’s Fire    | Ultimate Santana            | Co-Produzent               |
| Scarlet               | 2009 | Tik Tok            |                             | Co-Komponist, Co-Produzent |
| Skye Sweetnam         | 2007 | Girl Like Me       | Sound Soldier               | Co-Komponist               |
| Spongebob Schwammkopf | 2011 | Zack Zack          | Bob Musik - Das gelbe Album | Co-Komponist, Co-Produzent |
| Sugababes             | 2007 | About You Now      | Change                      | Co-Komponist, Produzent    |
| Sugababes             | 2007 | Open the Door      | Change                      | Co-Komponist, Produzent    |
| Sugababes             | 2007 | Surprise (Goodbye) | Change                      | Co-Komponist, Produzent    |

## T
| Künstler           | Jahr | Titel                   | Album               | Details                    |
| ------------------ | ---- | ----------------------- | ------------------- | -------------------------- |
| Taio Cruz          | 2010 | Dynamite                | Rokstarr            | Co-Komponist, Co-Produzent |
| Taio Cruz          | 2011 | Hungover                | Troublemaker        | Produzent                  |
| The Baseballs      | 2011 | California Gurls        | Strings ’n’ Stripes | Co-Komponist, Co-Produzent |
| The Baseballs      | 2009 | Hot n Cold              | Strike!             | Co-Komponist, Co-Produzent |
| The Baseballs      | 2011 | Tik Tok                 | Strings ’n’ Stripes | Co-Komponist, Co-Produzent |
| The Midnight Beast | 2010 | Tik Tok (Parody)        |                     | Co-Komponist, Co-Produzent |
| The Veronicas      | 2005 | Everything I’m Not      | The Secret Life of… | Co-Komponist, Co-Produzent |
| The Veronicas      | 2005 | 4ever                   | The Secret Life of… | Co-Komponist, Co-Produzent |
| The Veronicas      | 2005 | When It All Falls Apart | The Secret Life of… | Co-Produzent               |
| Three 6 Mafia      | 2010 | Go to Work              | Laws of Power       | Co-Komponist, Produzent    |
| Three 6 Mafia      | 2010 | Shots After Shots       | Laws of Power       | Co-Komponist, Produzent    |
| T.I. feat. Eminem  | 2010 | That’s All She Wrote    | No Mercy            | Co-Komponist, Produzent    |

## V
| Künstler         | Jahr | Titel           | Album         | Details                    |
| ---------------- | ---- | --------------- | ------------- | -------------------------- |
| Vanessa Hudgens  | 2008 | Amazed          | Identified    | Co-Komponist, Produzent    |
| Vanessa Hudgens  | 2008 | Don’t Ask Why   | Identified    | Co-Komponist, Produzent    |
| Vanessa Hudgens  | 2008 | First Bad Habit | Identified    | Co-Komponist, Produzent    |
| Vanessa Hudgens  | 2008 | Identified      | Identified    | Co-Komponist, Produzent    |
| Vanessa Hudgens  | 2008 | Set It Off      | Identified    | Co-Komponist, Produzent    |
| Victoria Justice | 2010 | Make It Shine   | Make It Shine | Co-Komponist, Co-Produzent |

## W
| Künstler | Jahr | Titel          | Album    | Details                 |
| -------- | ---- | -------------- | -------- | ----------------------- |
| Weezer   | 2009 | Get Me Some    | Raditude | Co-Komponist            |
| Weezer   | 2009 | I’m Your Daddy | Raditude | Co-Komponist, Produzent |